# リトアニアの大統領
リトアニアの大統領（リトアニアのだいどうりょう、リトアニア語: Lietuvos Respublikos Prezidentas）は、リトアニアの国家元首たる大統領である。
現職大統領は2019年7月12日に就任したギタナス・ナウセダである。

## 権限
リトアニアの大統領は、エストニアとラトビアの大統領より権限が強く、フランスの大統領に非常に類似している。アメリカ合衆国大統領のような大統領と違い、一般的に外交において最も権限を持っており、信任状捧呈や条約への署名など、国家元首としての儀礼的な権限だけでなく、外交政策の基本方針を決定する。また、リトアニア軍の最高司令官として国防会議を主宰し、国防軍司令官を任命する（ただしセイマスの承認を要する）。
また、内政においても重要な役割があり、セイマスへの法案の提出や可決された法案への拒否権の行使、首相の任命と樹立された政府の承認の権限を持ち、不信任決議の可決やセイマスが政府の予算案を60日以内に可決しなかった場合に解散総選挙を行うことが可能となっている。しかし、対抗措置として、解散総選挙で選出された議員により任期満了前の大統領選挙を要求される可能性がある。
さらに、司法においても、憲法裁判所判事の3分の1と最高裁判所判事全員を指名し（セイマスにより任命される）、他のすべての判事を直接任命する権限がある。

## 選挙
1992年に制定された憲法に基づき、任期は5年、二回投票制で選出される。第1回投票で選出されるためには、投票数の絶対過半数を得るか得票数が登録有権者数の3分の1に達しなければならず、そのような候補者が一人もいない場合は、2週間後に上位2名により決選投票が行われる。就任後は、政党の党員資格を一時的に停止しなければならない。
大統領が在任中に死去あるいは職務執行不能になった場合は、新たな大統領が選挙で選出され、就任するまで、セイマス議長が大統領職を代行する。

## 大統領の一覧
| リトアニア共和国 (1926-1940)                   |                                                              |        |                                                    |                                |                                 |              |                             |
| 第一共和政                                     |                                                              |        |                                                    |                                |                                 |              |                             |
| 代                                             | 大統領                                                       | 大統領 | 所属政党                                           | 期                             | 在任期間                        | 在任期間     | 備考                        |
| 001                                            | アンターナス・スメトナ Antanas Smetona                       |        | 民族進歩党 （TPP）                                 | －                             | 1919年4月4日 - 1920年6月19日    | 1年 + 76日   |                             |
| 00－                                           | アレクサンドラス・ストゥルギンスキス Aleksandras Stulginskis |        | リトアニア・キリスト教民主党 （LKDP）              | －                             | 1920年6月19日 - 1922年12月21日  | 2年 + 185日  | 大統領代行 （制憲議会議長） |
| 002                                            | アレクサンドラス・ストゥルギンスキス Aleksandras Stulginskis | 1      | リトアニア・キリスト教民主党 （LKDP）              | 1922年12月21日 - 1926年6月7日  | 3年 + 168日                     |              |                             |
| 003                                            | カジース・グリニュス Kazys Grinius                           |        | リトアニア農民人民連合 （LVLS）                    | 2                              | 1926年6月7日 - 1926年12月18日   | 194日        | 任期満了前に解任            |
| 00－                                           | ヨナス・スタウガイティス Jonas Staugaitis                    |        | リトアニア農民人民連合 （LVLS）                    | －                             | 1926年12月18日 - 1926年12月19日 | 1日          | 大統領代行 （セイマス議長） |
| 00－                                           | アレクサンドラス・ストゥルギンスキス Aleksandras Stulginskis |        | リトアニア・キリスト教民主党 （LKDP）              | －                             | 1926年12月19日 - 1926年12月19日 | 0日          | 大統領代行 （セイマス議長） |
| 0(1)                                           | アンターナス・スメトナ Antanas Smetona                       |        | リトアニア人民族主義連合 （LTS）                   | －                             | 1926年12月19日 - 1931年6月15日  | 13年 + 179日 |                             |
| 0(1)                                           | アンターナス・スメトナ Antanas Smetona                       | 3      | リトアニア人民族主義連合 （LTS）                   | 1931年12月19日 - 1938年6月15日 |                                 | 13年 + 179日 |                             |
| 0(1)                                           | アンターナス・スメトナ Antanas Smetona                       | 4      | リトアニア人民族主義連合 （LTS）                   | 1938年12月19日 - 1940年6月15日 | 任期満了前に亡命                | 13年 + 179日 |                             |
| 00－                                           | アンターナス・メルキス Antanas Merkys                        |        | リトアニア人民族主義連合 （LTS）                   | －                             | 1940年6月15日 - 1940年6月17日   | 2日          | 大統領代行 （首相）         |
| 00－                                           | ユスタス・パレツキス Justas Paleckis                         |        | ソビエト連邦共産党（TSKP） リトアニア共産党（LKP） | －                             | 1940年6月17日 - 1940年8月25日   | 69日         | 大統領代行 （首相）         |
| リトアニア自由戦士連合評議会 (1949-1957)       |                                                              |        |                                                    |                                |                                 |              |                             |
| 代                                             | 議長                                                         | 議長   | 所属政党                                           | 期                             | 在任期間                        | 在任期間     | 備考                        |
| 00－                                           | ヨナス・ジェマイティス Jonas Žemaitis                        |        | 無所属 （軍人）                                    | －                             | 1949年2月16日 - 1954年11月26日  | 5年 + 283日  | 大統領代行 （評議会議長）   |
| 00－                                           | アドルファス・ラマナウスカス Adolfas Ramanauskas             |        | 無所属 （軍人）                                    | －                             | 1954年11月26日 - 1957年11月29日 | 3年 + 3日    | 大統領代行 （評議会副議長） |
| リトアニア・ソビエト社会主義共和国 (1940-1992) |                                                              |        |                                                    |                                |                                 |              |                             |
| 最高会議幹部会議長                             |                                                              |        |                                                    |                                |                                 |              |                             |
| 代                                             | 議長                                                         | 議長   | 所属政党                                           | 期                             | 在任期間                        | 在任期間     | 備考                        |
| 001                                            | ユスタス・パレツキス Justas Paleckis                         |        | ソビエト連邦共産党（TSKP） リトアニア共産党（LKP） | 1                              | 1940年8月25日 - 1947年          | 26年 + 232日 |                             |
| 001                                            | ユスタス・パレツキス Justas Paleckis                         | 2      | ソビエト連邦共産党（TSKP） リトアニア共産党（LKP） | 1947年 - 1951年                |                                 | 26年 + 232日 |                             |
| 001                                            | ユスタス・パレツキス Justas Paleckis                         | 3      | ソビエト連邦共産党（TSKP） リトアニア共産党（LKP） | 1951年 - 1955年                |                                 | 26年 + 232日 |                             |
| 001                                            | ユスタス・パレツキス Justas Paleckis                         | 4      | ソビエト連邦共産党（TSKP） リトアニア共産党（LKP） | 1955年 - 1959年                |                                 | 26年 + 232日 |                             |
| 001                                            | ユスタス・パレツキス Justas Paleckis                         | 5      | ソビエト連邦共産党（TSKP） リトアニア共産党（LKP） | 1959年 - 1963年                |                                 | 26年 + 232日 |                             |
| 001                                            | ユスタス・パレツキス Justas Paleckis                         | 6      | ソビエト連邦共産党（TSKP） リトアニア共産党（LKP） | 1963年 - 1967年4月14日         |                                 | 26年 + 232日 |                             |
| 002                                            | モティエユス・シュマウスカス Motiejus Šumauskas              |        | ソビエト連邦共産党（TSKP） リトアニア共産党（LKP） | 7                              | 1967年4月14日 - 1971年          | 8年 + 254日  |                             |
| 002                                            | モティエユス・シュマウスカス Motiejus Šumauskas              | 8      | ソビエト連邦共産党（TSKP） リトアニア共産党（LKP） | 1971年 - 1975年12月24日        |                                 | 8年 + 254日  |                             |
| 003                                            | アンタナス・バルカウスカス Antanas Barkauskas                |        | ソビエト連邦共産党（TSKP） リトアニア共産党（LKP） | 9                              | 1975年12月24日 - 1980年         | 9年 + 329日  |                             |
| 003                                            | アンタナス・バルカウスカス Antanas Barkauskas                | 10     | ソビエト連邦共産党（TSKP） リトアニア共産党（LKP） | 1980年 - 1985年11月18日        |                                 | 9年 + 329日  |                             |
| 004                                            | リンガウダス・ソンガイラ Ringaudas Songaila                  |        | ソビエト連邦共産党（TSKP） リトアニア共産党（LKP） | 11                             | 1985年11月18日 - 1987年12月7日  | 2年 + 19日   | 任期満了前に辞任            |
| 005                                            | ヴィータウタス・アストラウスカス Vytautas Astrauskas         |        | ソビエト連邦共産党（TSKP） リトアニア共産党（LKP） | 12                             | 1987年12月7日 - 1990年1月15日   | 2年 + 39日   | 任期満了前に辞任            |
| 006                                            | アルギルダス・ブラザウスカス Algirdas Mykolas Brazauskas     |        | ソビエト連邦共産党（TSKP） リトアニア共産党（LKP） | 13                             | 1990年1月15日 - 1990年3月11日   | 55日         |                             |
| リトアニア共和国 (1990-現在)                   |                                                              |        |                                                    |                                |                                 |              |                             |
| 第二共和政                                     |                                                              |        |                                                    |                                |                                 |              |                             |
| 最高会議-再生セイマス議長 (1990-1992)          |                                                              |        |                                                    |                                |                                 |              |                             |
| 代                                             | 議長                                                         | 議長   | 所属政党                                           | 期                             | 在任期間                        | 在任期間     | 備考                        |
| 007                                            | ヴィータウタス・ランズベルギス Vytautas Landsbergis          |        | サユディス （Sąjūdis）                             | 1                              | 1990年3月11日 - 1992年11月25日  | 2年 + 259日  |                             |
| 大統領 (1992-現在)                             |                                                              |        |                                                    |                                |                                 |              |                             |
| 代                                             | 大統領                                                       | 大統領 | 所属政党                                           | 期                             | 在任期間                        | 在任期間     | 備考                        |
| 00－                                           | アルギルダス・ブラザウスカス Algirdas Mykolas Brazauskas     |        | リトアニア民主労働党 （LDDP）                      | －                             | 1992年11月25日 - 1993年2月25日  | 92日         | 大統領代行 （セイマス議長） |
| 004                                            | アルギルダス・ブラザウスカス Algirdas Mykolas Brazauskas     | 4      | リトアニア民主労働党 （LDDP）                      | 1993年2月25日 - 1998年2月25日  | 5年 + 0日                       |              |                             |
| 005                                            | ヴァルダス・アダムクス Valdas Adamkus                        |        | 無所属                                             | 1                              | 1998年2月26日 - 2003年2月26日   | 5年 + 0日    |                             |
| 006                                            | ロランダス・パクサス Rolandas Paksas                         |        | 自由民主党 （LDP）                                 | 2                              | 2003年2月26日 - 2004年4月6日    | 1年 + 40日   | 弾劾による罷免              |
| 00－                                           | アルトゥーラス・パウラウスカス Artūras Paulauskas            |        | 新同盟 （NS）                                      | 2                              | 2004年4月6日 - 2004年7月12日    | 97日         | 大統領代行 （セイマス議長） |
| 0(5)                                           | ヴァルダス・アダムクス Valdas Adamkus                        |        | 無所属                                             | 3                              | 2004年7月12日 - 2009年7月12日   | 5年 + 0日    |                             |
| 007                                            | ダレ・グリーバウスカイテ Dalia Grybauskaitė                  |        | 無所属                                             | 4                              | 2009年7月12日 - 2019年7月12日   | 10年 + 0日   |                             |
| 007                                            | ダレ・グリーバウスカイテ Dalia Grybauskaitė                  | 5      | 無所属                                             | 2014年7月12日 - 2019年7月12日  |                                 | 10年 + 0日   |                             |
| 008                                            | ギタナス・ナウセダ Gitanas Nausėda                           |        | 無所属                                             | 6                              | 2019年7月12日 - 2024年7月12日   | 5年 + 243日  |                             |
| 008                                            | ギタナス・ナウセダ Gitanas Nausėda                           | 7      | 無所属                                             | 2024年7月12日 - （現職）       |                                 | 5年 + 243日  |                             |